# 秘密の国の子どもたち
秘密の国の子どもたち（ひみつのくにのこどもたち、原題：Children of the Secret State）は、2000年に公開された、北朝鮮のホームレス孤児に関するドキュメンタリー映画。これは、北朝鮮の地下カメラマンと協力してイギリスの映画デュオによって撮影された。

## あらすじ
映画はアン・チョルによる孤児のクリップで始まり、国の人道的状況について語り、次に子供たちの秘密の撮影映像を提供したアン・チョルを紹介する。映画のナレーションも務めるジョー・レイバーンと彼のカメラマン、アンナ・ロバーツが平壌に向かう途中で紹介される。観光客を装って、彼らは国の公式ツアーに参加することになった。ジョー・レイバーンは、平壌は「数百万ドルの映画セットのようなもの」であり、雰囲気は「不気味」であると述べる。この映画は、空っぽの街並みや未使用の楽しいフェアやホテル、そして手入れの行き届いた「エリートの子供たち」を示している。アン・チョルが撮影した飢えた孤児の映像とは対照的だ。
その後、レイバーンとロバーツは国境を越えて中国に向かい、アン・チョルと合流し、彼ら自身の映像とインタビュー、およびアン・チョルによって提供された映像を使用して、国境と国境の町を記録する。国境で夫婦と会う予定だったアン・チョルは姿を現さなかったが、レイバーンは北朝鮮から中国に逃亡した難民へのインタビューに進む。その後、彼は韓国に向かい、さらにインタビューを行う。彼らはまた、工場の複合施設から逃げてきた男性と元北朝鮮の刑務所警備員にインタビューする。これらのインタビューは、厳重に守られた中朝国境、北朝鮮の飢餓、そしてレイバーンとインタビューされた子供たちによると、（言い換えれば）「孤児の子供たちが故意に死ぬことを余儀なくされている」ホステルをカバーしている。
彼はまた、国内の工場とほとんどの産業が操業を停止したと述べる-これは後にレイバーンによって（言い換えれば）「北朝鮮経済の危機」と呼ばれている。ほとんどの北朝鮮の食糧生産農場は朝鮮労働党役員の利益のためにアヘンを生産するように作られていると述べているインタビューされた農民、そして何人かの難民は北朝鮮の刑務所や収容所での非人道的な扱いについて話す。
映画のエンディングまでに、アン・チョルの運命はまだ決まっていなかったが、後に彼がなんとか逃げることができ、彼がまだ北朝鮮で撮影していることが明らかになった。